# Wallace McCutcheon
Pour les articles homonymes, voir McCutcheon.
Wallace McCutcheon (1861 ou 1862 -1918) est un metteur en scène de théâtre, puis un pionnier et un réalisateur du cinéma américain qui travailla pour les studios de The American Mutoscope and Biograph Co. et d'Edison Manufacturing Co.. Il réalisa l'un des premiers Westerns de l'histoire du cinéma, en 1903, intitulé Kit Carson

## Biographie
Il est le père de 8 enfants, parmi lesquels le comédien, danseur et réalisateur Wallace McCutcheon Jr..

## Filmographie partielle

### Comme réalisateur
- 1899 : A Gay Old Boy
- 1900 : How They Rob Men in Chicago
- 1902 : Boys Take Grandpa's Cigars with Distressing Results
- 1902 : Foxy Grandpa Shows Boys He Is a Magician
- 1903 : I Want My Dinner
- 1903 : The Pioneers
- 1903 : Kit Carson
- 1904 : Photographing a Female Crook
- 1904 : Personal
- 1904 : The Moonshiner
- 1904 : The Widow and the Only Man
- 1904 : The Lost Child
- 1905 : The White Caps
- 1905 : The Watermelon Patch (coréalisation : Edwin S. Porter)
- 1905 : The Miller's Daughter (coréalisation : Edwin S. Porter)
- 1905 : Life of an American Policeman
- 1906 : Police Chasing Scorching Auto (coréalisation : Edwin S. Porter)
- 1906 : Rêve d'un fondu de fondue (Dream of a Rarebit Fiend) (coréalisation : Edwin S. Porter)
- 1906 : The Black Hand
- 1906 : A Winter Straw Ride
- 1906 : The Terrible Kids (coréalisation : Edwin S. Porter)
- 1906 : Looking for John Smith
- 1906 : Three American Beauties
- 1907 : Daniel Boone (coréalisation : Edwin S. Porter)
- 1907 : The 'Teddy' Bears
- 1907 : Love Microbe
- 1907 : Wife Wanted
- 1908 : The Yellow Peril
- 1908 : The Music Master (en)
- 1908 : The Sculptor's Nightmare
- 1908 : The Man in the Box
- 1908 : The Outlaw
- 1908 : The Kentuckian
- 1908 : At the French Ball
- 1908 : The Stage Rustler
- 1909 : The Stolen Wireless

### Comme directeur de la photographie
- 1905 : Panorama from Times Building, New York
- 1905 : The Watermelon Patch, de lui-même et Edwin S. Porter)
- 1905 : Cohen's Fire Sale, d'Edwin S. Porter

### Comme scénariste
- 1904 : The Suburbanite

### Comme producteur
- 1905 : Airy Fairy Lillian Tries on Her New Corsets